# Darker
Darker est un simulateur de vol de combat de science-fiction sorti en 1995 sur PC. Le jeu a été développé et édité par Psygnosis.